# 阿特蘭塔斯足球俱樂部
阿特蘭塔斯足球俱樂部是立陶宛的一家足球俱樂部，主場位於克萊佩達。球隊參加立陶宛足球超級聯賽的賽事。

## 外部連結
- Official website （页面存档备份，存于）